# Diplycosia othmanii
Diplycosia othmanii är en ljungväxtart som beskrevs av Graham Charles George Argent. Diplycosia othmanii ingår i släktet Diplycosia och familjen ljungväxter. Inga underarter finns listade i Catalogue of Life.